# Шерпаси
Шерпаси (Шерпе) су монголски народ који говори тибетанским језиком. Живе на надморској висини од 4.000 до 4.500 метара близу Монт Евереста у регијама Кумбу, Парак и Солу источног Непала. 

## Порекло
На тибетанском „шерпа” значи „човек са истока”. Шерпаси су дошли с Кама, најисточније покрајине у Аутономној Покрајни Тибету и настанио се североисточно од долине у којима сад живе. Највероватније је да се доселио почетком XVI века. 

## Привреда
Земља на којој живе је сиромашна, па Шерпеси да би преживели, зависе од полуномадског трговања и сезонске испаше. Између маја и октобра, када је најтоплији део године, пастири воде стада јакова на планинске пашњаке.
Шерпаси искоришћавају већи део лета за узгајање кромпира, који је у неколико последњих векова кључна намирница у њиховој врло сиромашној исхрани. Кад се пашњаци истроше, а сезона напредује, стада се терају на ливаде виших надморских висина. Зато се каже да Шерпаси имају три дома: први је село, други у летњој штали на главним летњим пашњацима, а трећи је скромна колиба на највишим пашњацима која се кратко користи у време најтоплијег дела године.
Један је од најважнијих производа Шерпаса је вуна која са се производи ручно на великим разбојима. Текстилни производи извозе се у главни град, где је трговина са страним купцима уносна, и у иностранство, поготово у Северну Америку. У тибетанској-хималајској регији ткања грубе вуне вероватно датира из једанаестог века. Та вуна је данас производ врхунског квалитета, ако не и јединство јер су животиње од којих се она узима међу ретким који нису укрштане.
Осим узгоја стоке и сезонског обрађивања земље Шерпаси традиционално тргују у караванима, преносећи гвожђе у Тибет и увозећи камену со у Непал, али кинеском инвазијом на Тибет и затварањем граница овој извор прихода је изгубљен. Да би то надокнадили Шерпаси су се окренули другим делатностима, првенствено нудећи услуге водича и носача многим планинарским експедицијама на највише врхове Хималаја. Физичка отпорност на велике надморске висине, познавање планинског предела и способност ношења тешких терета (траком постављеном преко чела држе у равнотежи торбу коју носе на леђима) учинили су их познатим у целом свету. То је наглашено и чињеницом да се њихови носачи, а поготово водичи (сирвари), сматрају готово потпуно поузданим.

## Насеља
Њихова села имају неколико кућа, а оне све гледају на исту страну. Окружене повртњацима и голим каменим зидом, те једноспратнице изграђена су од омалтерисаног камена. Приземље се употребљава као штала, а на горњем спрату налази се једна просторија у којој породица живи, једе, ради и спава, заједно са евентуалним гостима.

## Религија
Религија Шерпаса је будизам. Будистима вере нингмапа манастири (гомпе) служе као места ходочашћа где се организују скупови, фестивали и трговина између села. Уз будизам као службену религију, постоји и толерише се врло снажна оригинална вера те покрајине, шамнизам (нингма) са аспектима бонпоа. Улога шамана укључује лечење, егзорцизам и у сарадњи с будистичким свештеником, вођење душа преминулих у краљевство мртвих.

## Традиција
Шерпаси су подељене на осамнаест главних кланова и припадност клану услов је при склапању брака, иако се то коси с будистичким прописима. Правило ендогамије врло је строго, што се не може рећи за њихов полни живот јер родитељи често зажмуре на предбрачне односе адолесцената. Ако се из таквог односа догоди трудноћа, породица није изнервирана нити се прекида брак са другим партнером. Брак је уговор двоје равноправних бића и значи уједињење добара двеју породица. Та једнакост полова протеже се и на подручје рада, сеоска већа и економске одлуке унутар породице. Шерпаси су углавном моногамни, али у њиховом друштву могуће су и полигамија и полиандрија.

## Познати
Најпознатији Шерпас је планинар Тензинг Норгај.